# Zeritis neriene
Zeritis neriene är en fjärilsart som beskrevs av Jean Baptiste Boisduval 1836. Zeritis neriene ingår i släktet Zeritis och familjen juvelvingar. Inga underarter finns listade i Catalogue of Life.